# Beatriu de Dia

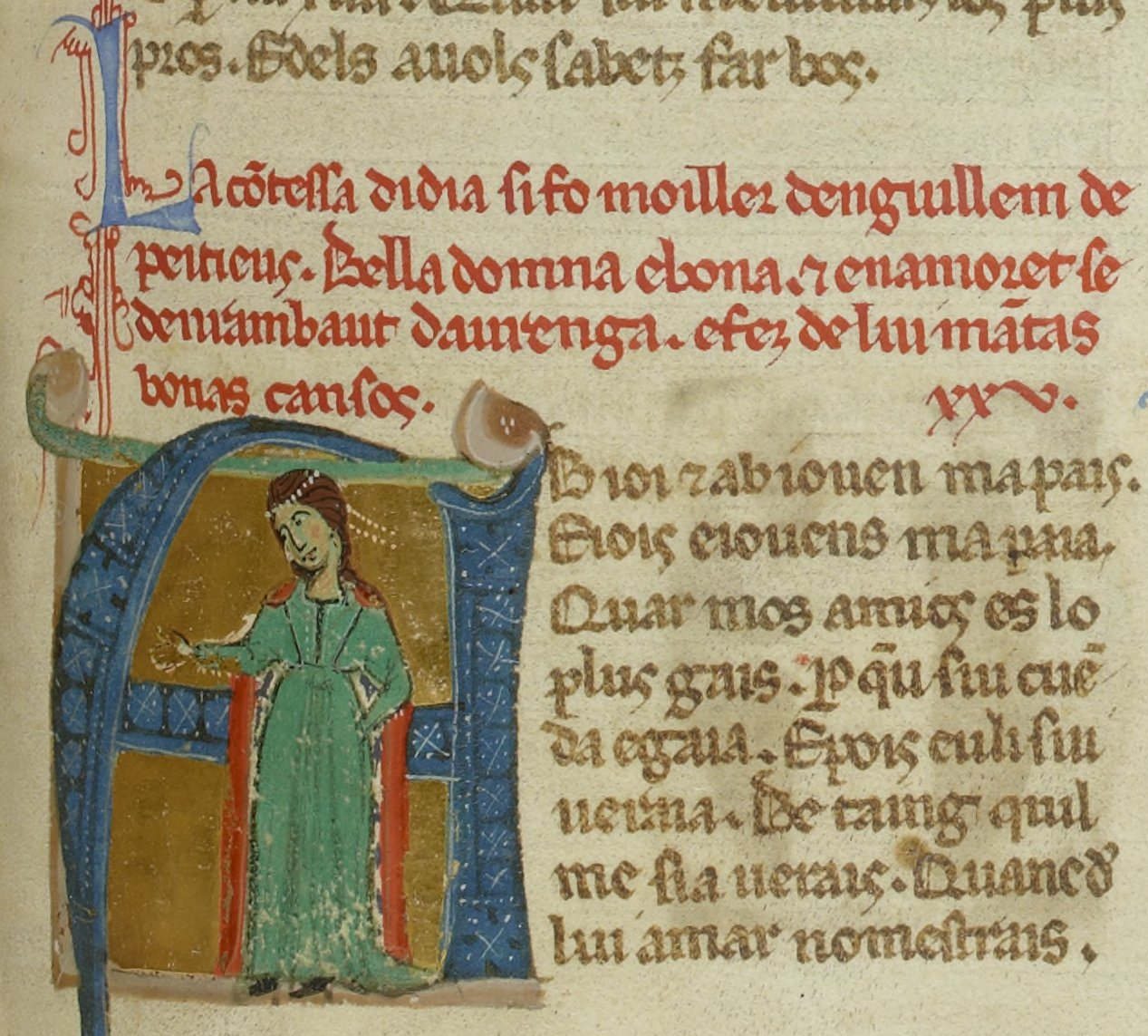
BnF ms. 854 fol. 141; cançoner I

Beatriu de Dia, coneguda com a comtessa de Dia (finals del segle xii - mitjans del segle xiii) fou una trobairitz occitana de la qual n'han pervingut alguns poemes, però de la seva vida se'n sap molt poc, ja que són diversos els personatges històrics documentats que podrien correspondre a aquesta trobairitz.
La petita biografia (vida) que ha arribat als nostres dies diu el següent:
"La comtessa de Dia si fo moiller d'En Gilhem de Peiteu, bella domna e bona. Et enamoret se d'En Rambaut d'Aurenga, e fez de lui mantas bonas cansos".
Geogràficament, sembla clar que se situa a Dia, una ciutat sobre el riu Droma, en el comtat de Provença. Una hipòtesi és que fou esposa de Gilhem de Peiteu (o Guillem de Poitiers), comte de Viennois, que visqué entre 1158 i 1189, i, per tant, fou també contemporània de Raimbaut d'Aurenja, de qui es diu que estava enamorada i a qui sembla que anaven dedicades algunes de les seves cançons.
Una altra hipòtesi la fa esposa d'un altre Guillem de Poitiers, vassall d'Ermengarda de Narbonna, documentat entre 1143 i 1477. I finalment, i seguint la genealogia de la casa de Dia, trobem Isoarda, morta entre 1212 i 1214 i comtessa per dret filial. Isoarda visqué prop d'Aurenja i podria haver estat amant del renebot de Raimbaut d'Aurenja, que es deia com ell i morí el 1128.

## Obres conegudes
De tota la seva producció literària, només han arribat als nostres dies quatre cançons, l'únic gènere que sembla que cultivà, i que trobem en dotze manuscrits, que contenen en total 114 versos:
- (46,1)[4] Ab joi et ab joven m'apais
- (46,2) A chantar m'er de so q'ieu non volria (amb melodia conservada en el cançoner W)
- (46,4) Estat ai en greu cossirier
- (46,5) Fin joi me don'alegranssa

## "A chantar m'er de so qu'eu no volria"
La seva cançó A chantar m'er de so qu'eu no volria és l'única peça trobadoresca d'autoria femenina la música de la qual sobreviu intacta.
Aquesta és la transcripció moderna de la cançó. El text en llengua provençal:
| A chantar m'er                                                         |
|                                                                        |
| Així sona la música de la cançó "A chantar m'er de so qu'eu no volria" |
|                                                                        |

## Les trobairitz
A l'edat mitjana, es desenvolupa a l'interior dels castells una cultura de música, poesia i joc especialment rica a Occitània. Destacà un bon nombre de trobadors que feien composicions poeticomusicals en què l'amor era, gairebé sempre, el tema central. La història, però, ha oblidat un bon nombre de poetes occitanes d'aquell segle, conegudes com a trobairitz, i que han deixat poesies amoroses que sorprenen pel seu realisme i les referències directes a l'amor carnal.
Així, la idea que l'amor cortès expressava un sentiment platònic no és del tot certa, car les cançons de les trobairitz eren ben explícites, com per exemple aquest poema de la comtessa de Dia, que parla sense embuts:
Bé voldria, mon cavaller,

tenir un vespre en els meus braços nu,

que ell es tingués per feliç

sols que li fes de coixí...

Bell amic, amable i bo,

quan us tindré en el meu poder?

i que jagués amb vós un vespre

que us donés un bes amorós.

Sapigueu que tindria un gran desig

que us tingués en lloc del marit.

Tan sols que em concedíssiu

de fer tot el que jo voldria.